# Herluin
Herluin (Herluinus en latin médiéval), vulgairement nommé Hellouin, né en 995/997 à Bonneville-Aptot, mort le 26 août 1078, est un chevalier à la cour de Brionne et un bénédictin, fondateur de l’abbaye Notre-Dame du Bec.

## Biographie

### Début de carrière: chevalerie et conversion
Né vers 995/997, Herluin[réf. à confirmer]appartient par sa naissance, suivant Mabillon, à la première noblesse de Normandie : Son père Ansgot (forme moderne Angot) était le fils d'un viking danois, tandis que sa mère, Héloïse, était apparentée aux comtes de Flandre. Herluin fut élevé sous le toit du comte Gilbert de Brionne.
Il se montra d’abord un vaillant soldat à qui le duc Robert lui-même accorda plus d’une marque d’estime. Plus tard, se trouvant mal payé de ses services par Gislbert, Herluin commença à prendre le métier des armes en dégoût. Un jour de 1034, au milieu d’une affreuse mêlée où il n’avait plus guère aucun espoir de salut, il fit le vœu de déposer le glaive, de quitter le siècle, et de revêtir l’habit des moines, s’il échappait à un aussi grand péril.

### Fondation du Bec

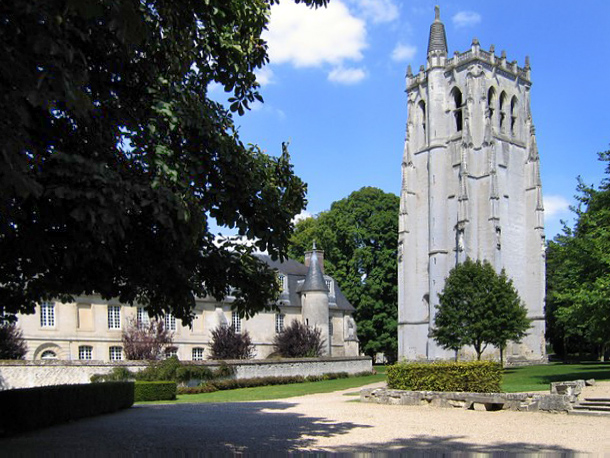
L’abbaye du Bec.

C’est pour remplir ce vœu que, peu de temps après, il se retira comme ermite pour s’installer dans un de ses domaines, autrefois nommé Burneville, et plus tard Bonneville, mais cependant attesté sous la forme Burnencvilla dans un texte de 1041 et qui prendra plus tardivement le nom de Bonneville-sur-le-Bec.
Rapidement rejoint par plusieurs compagnons, il jeta les fondements d’un monastère. Alors âgé de quarante ans, il n’ignorait pas moins les lettres sacrées que les lettres profanes : cependant, comme sa piété était ardente, sa générosité exemplaire, Herbert, évêque de Lisieux, dédicace le 25 mars 1034 la chapelle construite par Herluin, le reçoit moine, l'ordonne prêtre et le bénit à la tête de la petite communauté. Il donne en 1034/1035, avec l'accord du duc, des biens lui appartenant. Il édifie le cloître et les bâtiments monastiques et la règle de Saint-Benoît est adoptée.
Bonneville était cependant un lieu d’un abord difficile et manquant d’eau. Herluin et ses frères résolurent de le quitter, et, vers 1039, descendant la vallée du Bec pour aller s’établir à quelques milles plus loin, au confluent du Bec et de la Risle à Pont-Authou. La nouvelle église, où ils demeurent près de vingt ans, qui prit le nom de l’un de ces ruisseaux, fut consacrée le 24 février 1041 et autour d’elle s’élève bientôt une des plus célèbres écoles abbatiales du Moyen Âge, où enseignent tour à tour, du temps même d’Herluin, Lanfranc et saint Anselme, futurs archevêques de Cantorbéry.
Le monastère connaît alors un essor important qui oblige les moines à se déplacer vers un emplacement beaucoup plus vaste. Cette fois, l’emplacement sera définitif et un village, qui porte son nom, se formera autour de l’abbaye : Le Bec-Hellouin, signifiant tout simplement « ruisseau d’Herluin ». Une seconde église y sera fondée.
Il commence la rédaction des coutumes du Bec au moment où Lanfranc devient prieur en 1045. Sous son abbatiat, 136 moines font profession au Bec. Il envoie des moines à Saint-Évroult, qui seront relevés de son autorité par le duc Guillaume en 1050. Il voit l'achèvement en 1073 de l'abbatiale du Bec, dédicacée le 23 octobre 1077 par Lanfranc, archevêque de Cantorbéry. Guillaume le Conquérant donne à cette occasion une charte de confirmation générale à l'abbaye.
De l’académie du Bec, sortirent le pape Alexandre II, Thibaut du Bec, archevêque de Cantorbéry, Guillaume Bonne-Âme, archevêque de Rouen, Guitmond, évêque d’Aversa et célèbre contradicteur de Bérenger de Tours, Arnost, Gundulf, Ernulf, évêques de Rochester, Turold de Brémoy, évêque de Bayeux, Yves, évêque de Chartres, Foulques de Dammartin, évêque de Beauvais, Gilbert Crispin, abbé de Westminster, etc.

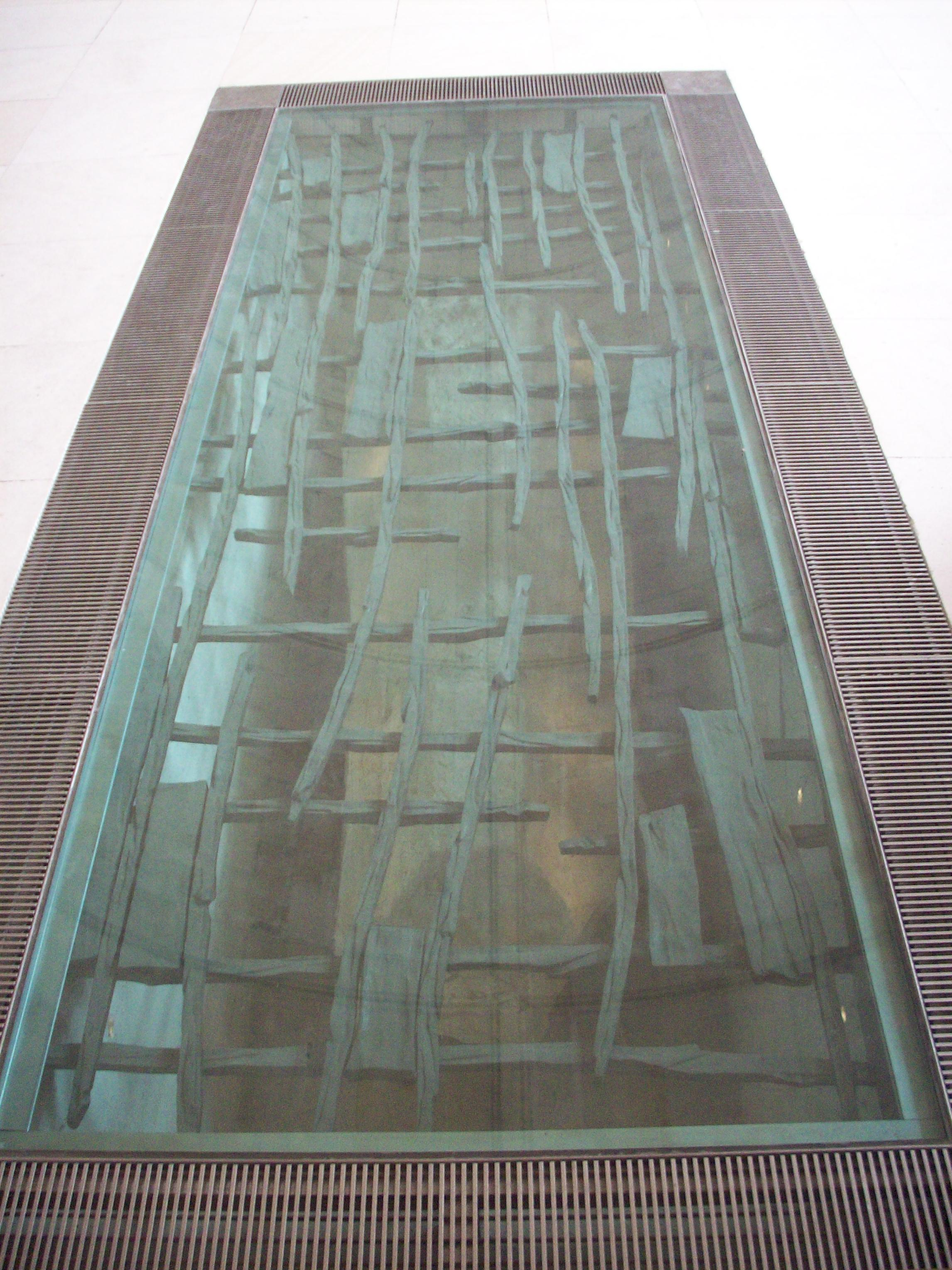
Sarcophage sous verre d'Herluin, en haut de la nef dans la nouvelle église abbatiale.

Herluin meurt le 26 août 1078 avec à ses côtés Roger, abbé de Lessay. Ses funérailles sont présidées par Gilbert Fitz Osbern, évêque d'Évreux. Il est enterré dans la salle capitulaire. On peut encore voir aujourd'hui le sarcophage contenant les restes d'Herluin dans l’actuelle église abbatiale, ancien réfectoire du XVIIIe siècle, qui a été préservé de la destruction, et même de la profanation, par la commune révolutionnaire elle-même, par respect pour le premier abbé du Bec. On conserve également quelques manuscrits écrits au Bec du temps de l’abbé Herluin.
Sa fête est le 26 août.